# Crestells de Rus
Els Crestells de Rus són una costa del terme de la Torre de Cabdella, al Pallars Jussà, dins del seu terme primigeni.
Estan situats en el vessant sud-oriental de lo Castell de Rus, a l'esquerra del barranc de la Coma del Port, al nord-oest del poble de Cabdella, vall endins del riu de Riqüerna.